# Nasdaq, Inc.
De Nasdaq, Inc. is een Amerikaans bedrijf dat eigenaar is van onder andere de NASDAQ en enkele Europese effectenbeurzen in de Scandinavische en Baltische staten, onder de vlag van OMX.

## Activiteiten
De activiteiten zijn verdeeld over drie bedrijfsonderdelen, Capital Access Platforms, Financial Technology en Market Services.
Nasdaq, Inc. is eigenaar van een aantal beurzen in Noord-Amerika en Europa en deze zijn ondergebracht in het bedrijfsonderdeel Capital Access Platforms. Per 31 december 2023 waren er iets meer dan 5200 bedrijven genoteerd aan de effectenbeurzen van Nasdaq, hiervan waren er iets meer meer dan 4000 op NASDAQ in Noord-Amerika.

### Noord Amerika
In de Verenigde Staten en Canada zijn dit:

Vier effectenbeurzen:
- Nasdaq Stock Market
- Nasdaq BX
- Nasdaq PSX
- Nasdaq Canada

Zes optiebeurzen:
- Nasdaq PHLX
- Nasdaq Options Market
- Nasdaq ISE
- Nasdaq GEMX
- Nasdaq BX Options
- Nasdaq MRX

### Europa
In Europa heeft de onderneming zeven effectenbeurzen met meer dan 1200 bedrijven die daar een beursnotering hebben. Hier zijn zo'n 1600 werknemers actief in 14 landen.
De beurzen in Europa zijn:
- Beurs van Kopenhagen
- Beurs van Stockholm
- Beurs van Helsinki
- Beurs van IJsland
- Beurs van Tallinn
- Beurs van Riga
- Beurs van Vilnius

## Geschiedenis

### The Nasdaq Stock Market
Het oorspronkelijke bedrijf werd opgericht in 1971 door Financial Industry Regulatory Authority (FINRA), die toen nog bekend stond als de National Association of Securities Dealers (NASD). Tussen 2000 en 2006 heeft FINRA alle aandelen in Nasdaq verkocht aan FINRA-leden, beleggingsmaatschappijen en andere partijen. De naam was aanvankelijk The Nasdaq Stock Market, Inc. en vanaf februari 2005 staan de aandelen genoteerd aan de NASDAQ effectenbeurs.
In 2006 had Nasdaq Stock Market een groot minderheidsbelang van 28,8% opgebouwd in de London Stock Exchange Group plc, met als doel een volledige overname van LSE. Dit laatste mislukte en Nasdaq Stock Market besloot haar positie in LSE weer te verkopen. Op 25 september 2007 werd veruit het grootste deel, 28%, aan Borse Dubai verkocht voor zo'n US$ 1,6 miljard. De rest werd ook verkocht en de opbrengst werd gebruikt voor de aflossing van schulden. Per jaarultimo 2007 telde het bedrijf zo'n 900 medewerkers.

### NASDAQ OMX Group
In Europa, werd op 27 februari 2008 de Zweeds-Finse OMX overgenomen met zeven Europese beurzen. OMX was onderdeel van een grotere transactie met Borse Dubai. Hiermee werd Nasdaq Stock Market actief op twee continenten en volgde hiermee de New York Stock Exchange die in april 2007 Euronext had overgenomen. Na de OMX transactie werd de naam van de holding gewijzigd in NASDAQ OMX Group, Inc.. Deze OMX transactie werd deels betaald in geld en in aandelen. Na afronding van de transacties was Borse Dubai met 19,99% van de aandelen, maar slechts 5% van het stemrecht, een grootaandeelhouder in NASDAQ OMX Group geworden.
In 2008 versterkte NASDAQ OMX haar positie op de Amerikaanse markt. De Boston Stock Exchange (BSX) werd overgenomen voor US$ 61 miljoen. BSX had ook een clearing vergunning, die NASDAQ OMX nog niet had. Verder werd de Philadelphia Stock Exchange (PHLX) overgenomen voor US$ 652 miljoen. Op dat moment was PHLX de derde optiemarkt in de Verenigde Staten. NASDAQ OMX kreeg daarmee zo'n 15% van de optiehandel in handen, en volgde op grote afstand de Chicago Board Options Exchange en International Securities Exchange die met een aandeel van twee derde de optiemarkt domineren.
Op 31 december 2008 telde NASDAQ OMX 2500 medewerkers, waarvan 1149 in de Verenigde Staten en 1358 in het buitenland en dan met name Europa. Op de NASDAQ effectenbeurzen waren toen meer dan 3000 bedrijven genoteerd met een marktkapitalisatie van US$ 2600 miljard. In Europa had het beurzen in Zweden, Denemarken, Finland, IJsland, Estland, Letland en Litouwen. Hier stonden meer dan 800 bedrijven genoteerd met een totale beurswaarde van US$ 600 miljard. 

### Nasdaq
In september 2015 veranderde de naam in Nasdaq, Inc. Tussen 2013 en 2017 had het een aandelenbelang van 25% in de Nederlandse effectenbeurs TOM. Eind januari 2019 mengde Nasdaq zich in de overnamestrijd om Oslo Børs. Euronext wist uiteindelijk Oslo Børs in handen te krijgen.
Nasdaq heeft wereldwijd elektronische beurzen opgezet of daarvoor de noodzakelijk technologie geleverd. Op alle Nasdaq beurzen zijn 4000 bedrijven genoteerd met een totale marktkapitalisatie van US$ 12.000 miljard per jaareinde 2018.
In 2017 werd Adena Friedman bestuursvoorzitter van Nasdaq. Zij voert een beleid om het bedrijf minder afhankelijk te maken van de inkomsten uit de beurshandel. Haar eerste acquisitie was eVestment voor US$ 705 miljoen. eVestment ontwikkelt software voor analyse en beheer van aandelenportefeuilles.
In februari 2021 werd de overname van Verafin afgerond. Dit bedrijf werd overgenomen voor US$ 2,8 miljard en maakt sinds 2003 software om witwassen, fraude en marktmanipulatie te onderzoeken. Zo'n 2000 financiële instellingen in Noord-Amerika maken gebruik van de diensten van Verafin. Het was de grootste acquisitie sinds de overname van OMX in 2008. Na de overname daalde het aandeel van de handelsinkomsten in de totale inkomsten van Nasdaq naar 27%. In juni 2021 werd de Amerikaanse handel in obligaties afgestoten, inclusief het handelssysteem in Amerikaanse staatsobligaties.
In december 2023 volgde de koop van fintech specialist Adenza, een leverancier van software voor risicobeheer en de communicatie met toezichthouders. De overnamesom was US$ 10,5 miljard waarvan een deel in aandelen is voldaan. Thoma Bravo, grootaandeelhouder van Adenza, heeft een aandelenbelang van 14,9% in Nasdaq gekregen en is daarmee de op een na grootste aandeelhouder. De koers van het aandeel Nasdaq daalde met 10% op dit bericht, vooral door de hoge prijs die Nasdaq betaalde voor Adenza.